# けんこう仮面
『けんこう仮面』（けんこうかめん）は、唐沢なをき・唐沢よしこによる日本の漫画作品。キャッチコピーは『体当たり肉体癒やし系ギャグ漫画』。

## 概要
2002年から2007年にかけて、『ビッグコミックオリジナル増刊号』（小学館）に連載された、体当たり健康法レポート漫画。不摂生を続ける漫画家・唐沢なをきの元に突如出現した「けんこう仮面」の導きにより、各種健康法を実践レポートしてゆく。各話には「奥さまマル得（正しくは丸印の中に得の字）コラム!!」も付随されており、唐沢よしこが夫（なをき）と共に体験した健康法の詳細や裏話が800字程度で綴られている。

## 主な登場人物（と猫）
唐沢なをき（からさわ なおき）
本作の主人公にして、作者（作画）本人。常に〆切に追われているため、不摂生を続けていた。
けんこう仮面（けんこうかめん）
本作のもう一人の主人公。唐沢なをきそっくりな鉄仮面（？）を被っている。 第1話では「漫画家上司」と名乗っていたが、第2話では「漫画家上司、またの名を『けんこう仮面』」、第3話で「『けんこう仮面』またの名を漫画家上司」、第4話以降は「けんこう仮面」で呼称が統一された（正体は妻で共著者の唐沢よしこ?）。
ねこにゃん（実在する愛猫の正八）
描き下ろしの「おまけ図鑑『ねこつぼ』」にモデルとして登場。 愛猫への溺愛からか、この2ページだけは二色刷りになっている（厳密には、扉ページと、第1話のサブタイトルのみも二色刷りではある）。
MCバットコマンダー（エムシーバットコマンダー）
ロック（パンク）バンド「アクアバッツ!」のリーダー・ボーカル。米国人。

## 単行本
全1巻。2007年12月31日に小学館から単行本が発売された。（ISBN 9784091818201）

### サブタイトルと各話の健康法紹介
1. 健康のためなら命もいらない!
けんこう仮面登場。健康診断に行く（オチは「この連載、『作者急病のため休載』したらシャレになりませんねぇ」）。
2. カラーセラピーでGO!
赤パンツ健康法。
3. なをきの腸洗浄
コーヒーエネマ（ドリップコーヒー浣腸）。サブタイトルの元ネタは「たけしの挑戦状」。
4. 歩け漫画家
ウォーキング（自宅から小学館まで徒歩で原稿を届ける）。
5. 耳はバラより美しい
専門店で耳掃除（大阪の耳掃除専門店まで出張）。サブタイトルの元ネタは布施明の「君は薔薇より美しい」。
6. 鏡地獄
マイクロスコープ遊び（薄毛を気にして頭皮のケアをする話が脱線）。サブタイトルの元ネタは江戸川乱歩の「鏡地獄」。
7. 胆石男爵（前編）
入院&胆石摘出手術・前編。サブタイトルの元ネタは「仮面ライダーストロンガー」の敵幹部「岩石男爵」。
8. 胆石男爵（中編）
入院&胆石摘出手術・中編。
9. 胆石男爵（後編）
入院&胆石摘出手術・後編。
10. ヤセゆく男
ダイエット宣言。サブタイトルの元ネタは「縮みゆく人間」。
11. コンビニ検診
コンビニ検診（郵送健康診断キットによる在宅健康診断）体験。
12. プチ断食
プチ断食に挑戦（特殊な激甘ドリンクとミネラルウォーターのみで3日過ごす）。
13. ラジオ体操
NHKのラジオ体操&「なのはな体操」（千葉県の新県民体操）に挑戦。
14. お肌の健康
全身を毛穴取りパックでケア。
15. マクラ三月散歩道
枕専門店で、自分に合った枕を購入。サブタイトルの元ネタは井上陽水の「桜三月散歩道」。
16. 灸性健康術
お灸に挑戦。
17. 頭皮で逃避?
抜け毛が酷いと、ヘッドスパへ行く（頭皮&髪のケア）。
18. 空洞化!!
物忘れが酷くなったと、脳のMRI検査へ。
19. 電磁マンにまかせろ
電磁波の健康被害対策にと、家中の電磁波を測定しまくる。サブタイトルの元ネタは「電子戦隊デンジマン」のED曲「デンジマンにまかせろ」。
20. 点滴バー
点滴バー（自由診療のクリニック）体験（作中は殆どが妄想）。
21. ゲルマンの血
ゲルマニウム温浴体験。
22. アメリカの謎
渡米して、アメリカン・デブの取材?
23. 目ン玉ついてんのかコラ!!
視力低下を気にして眼科診断。
24. にんにくマン
肩こりが酷いので、ニンニク注射（ビタミンB群の注射）を体験。サブタイトルの元ネタは「キン肉マン」。
25. ふたたびダイエット
最終話。仕事が減って少し痩せた。

おまけ図解[ねこつぼ]（描き下ろし・二色刷り2頁）
おまけ対談[けんこう仮面のはらわた] その1（書き下ろし・2頁）サブタイトルの元ネタは「死霊のはらわた」。
おまけ対談[けんこう仮面のはらわた] その2（書き下ろし・4頁）